# Marsala fine
Il Marsala fine è un vino DOC istituito con decreto del 17.11.86, pubblicato sulla gazzetta ufficiale n 163 del 15.07.87 e prodotto nella provincia di Trapani ad eccezione dei comuni di Pantelleria, Favignana ed Alcamo.

## Vitigni con cui è consentito produrlo
Per il Marsala fine oro e Marsala fine ambrato:
- Grillo e/o Catarratto di tutti i tipi e/o Ansonica (detto localmente "Inzolia") e/o Damaschino[1]

Per il Marsala fine rubino:
- Perricone (detto localmente "Pignatello") e/o Calabrese (detto localmente "Nero d'Avola") e/o Nerello mascalese per almeno il 70%;
- Grillo e/o Catarratto di tutti i tipi e/o Ansonica (detto localmente "Inzolia") e/o Damaschino fino al 30%.

## Tecniche produttive
Dopo la fermentazione, il vino Marsala fine è sottoposto alla "conciatura", che avviene con modalità diverse:
per il Marsala fine oro o il Marsala fine rubino si aggiungono
- mosto d'uva tardiva che influisce sul grado zuccherino e sui profumi;
- etanolo per bloccarne la fermentazione.

per il solo Marsala fine ambra si aggiunge anche mosto concentrato (almeno l'1%) che conferisce maggiore morbidezza.
Il Marsala fine di qualsiasi tipo deve poi essere invecchiato per almeno un anno.

## Caratteristiche tecniche
- gradazione alcolica non inferiore al 17% per distillazione;
- estratto secco netto (metodo indiretto) minimo 22 gr/l;
- acidità fissa (espressa in acido tartarico) minimo 3,50 gr/l;
- acidità volatile (espressa in acido acetico) non superiore a 0,90 gr/l;

## Caratteristiche organolettiche
- profumo: caratteristico;
- colore:
  - dorato più o meno intenso per la qualità oro;
  - giallo ambrato più o meno intenso per la qualità ambra
  - colore rosso rubino che, con l'invecchiamento, acquista riflessi ambrati per la qualità rubino
- sapore caratteristico:
  - Secco, con zuccheri inferiori a 40 grammi/litro;
  - Semisecco, con zuccheri superiori a 40 grammi/litro, ma inferiori a 100 grammi/litro;
  - Dolce, con zuccheri superiori a 100 grammi/litro.

## Storia
Vedi: Marsala (vino)#Storia

## Produzione
Provincia, stagione, volume in ettolitri
- nessun dato disponibile